# ألسيد دوربينيي
ألسيد ديسالين دوربينيي (بالفرنسية: Alcide Dessalines d'Orbigny) أو ببساطة ألسيد دوربينيي (بالفرنسية: Alcide d'Orbigny)، هو عالم طبيعة، مستكشف، وعالم أحياء دقيقة قديمة ورخويات  فرنسي، من مواليد 6 سبتمبر 1802 ببلدة «كويرون» (لوار الأطلسية غربي فرنسا. اشتهر ألسايد برحلته إلى أمريكا الجنوبية وعمله في علم المتحجرات، بالإضافة إلى مساهمات أخرى في الجيولوجيا، وعلوم أخرى كعلم الحيوان علم الآثار وعلم الإنسان.

## السيرة الذاتية
والده هو تشارلز ماري دوربيغني (1856-1770)، الذي خدم كطبيب لأول مرة في البحرية الفرنسية قبل ان يستقر أخيرا ويمارس عمله في كويرون، بعد أن كانت العائلة قد استقرت في عدة اماكن أخرى. اهتمامه بمجال التاريخ الطبيعي لم يكن وليد صدفة، بل اكتسبه من والده الذي  كان هو الآخر عاشقا لهذا المجال، حيث أنه وفي كثير من الأحيان كان يأخذ ألسايد وباقي اخوته لجمع الأصداف على ساحل المحيط الأطلسي، ويعرفهم بالملاحظة العلمية، بمساعدة المجهر وأيضا الرسم. الشئ الذي دفع في النهاية اثنان من أبنائه الأربعة إلى اختيار الاشتغال بمهنة تتعلق بمجال التاريخ الطبيعي، ألسايد وشقيقه الأصغر تشارلز (1876-1806).

### المنخربات

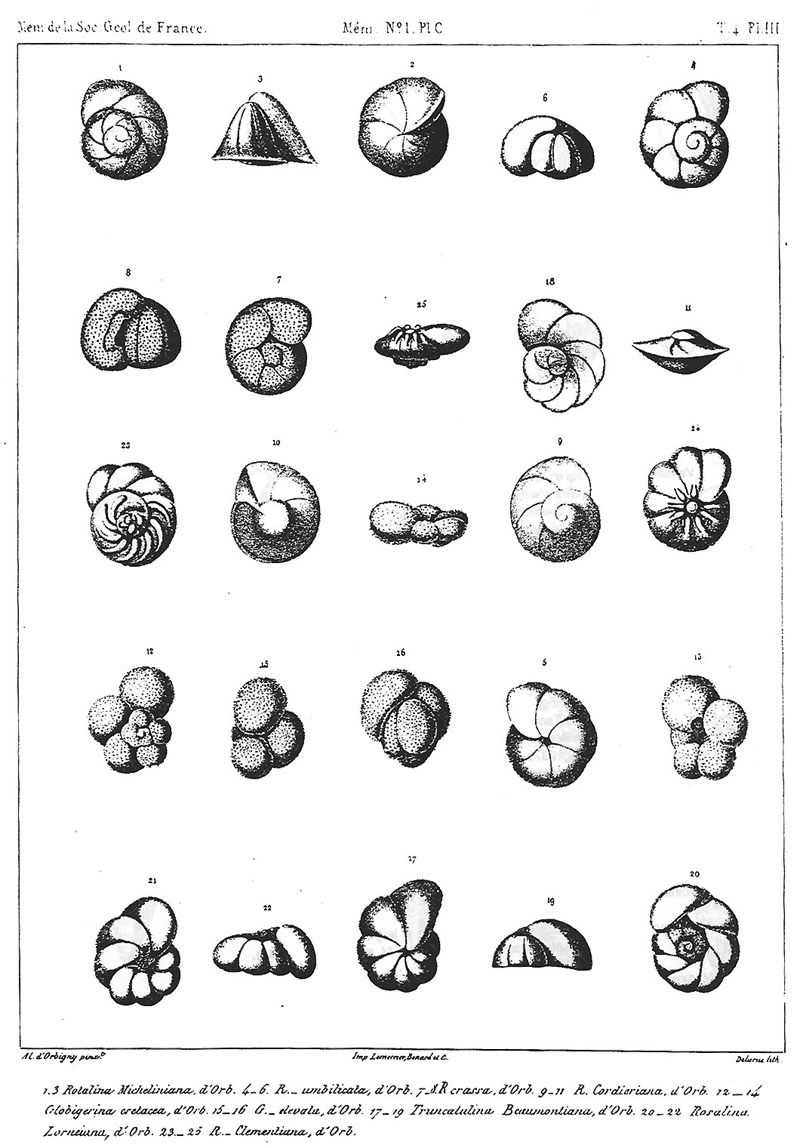
لوحة لأشكال قواقع المنخربات، من إنتاج ألسايد دوربيغني.

خلال فترة مراهقته، كان ألسايد متحمسا لدراسة القواقع الصغيرة التي كانت معروفة منذ العصور القديمة، لكنها كانت مصنفة خطأ ضمن الرخويات الرأسيات القدم: التي أطلق عليها بعد سنوات قليلة اسم المنخربات. كان لفيليكس دوجاردين (1860-1801) الفضل في اكتشاف طبيعة هذه الكائنات الحية الأحادية الخلية في وقت لاحق من سنة 1835.
استقرت عائلة ألسايد  في البداية في إسناندس سنة 1815، ثم في لا روشيل الساحلية في سنة 1821. أين تلقى تعليمه الكلاسيكي قبل أن ينتقل إلى باريس في سنة 1824.
بالعاصمة باريس، تتلمذ ألسايد وتلقى دوروسا من العديد من الأساتذة والعلماء المشهورين حينها، من جورج كوفييه (1832-1769)، ثم من إيتيان جوفري سانت هيلار (1844-1772)، ألكساندر برونغنيارت (1847-1770)
، بييار أندريه لاتريل (1833-1762)، هنري ماري دوكروتي دي بلينفيل (1850-1777)، ولويس كوردييه (1861-1777).
بحلول سنة 1826، نشر ألسايد في «سجلات علوم التاريخ» (بالفرنسية: Annales de sciences naturelles)، عملا توج جملة ملاحظاته حول المنخربات بعنوان الجدول المنهجي لرأسيات القدم وصف فيه عدة مئات من الأنواع الجديدة، هذا العمل الذي فرض نفسه في العالم الطبيعي. عرض فيه حوالي 600 نوع، حالي أو أحفوري. طيلة حياته، قام ألسايد بتسجل عدد كبيرا من المنخربات وصل إلى أكثر من 1500 نوعا، معظمها أنواع جديدة. وهو بذالك يعتبر كمخترع لعلم الأحافير الدقيقة. بالإضافة إلى هذا العمل الأول، خلق ألسايد منحوتات طينية تمثل نماذج ثلاثية الأبعاد لبعض العينات. تم تسويق نسخ منها من الجص.

### رحلته إلى أمريكا الجنوبية
جذب العمل الذي قام به دوربيغني انتباه أساتذة المتحف الوطني للتاريخ الطبيعي، بمن فيهم الأستاذ البارز جورج كوفييه (1832-1769). ما دفع المتحف إلى تكلبفه بمهمة إلى أمريكا الجنوبية، بهدف استكمال المعرفة الطبيعية المكتسبة منذ ألكسندر فون هومبولت (1859-1769) وإميه جاك بونبلان (1858-1773) في أمريكا الاستوائية، أو أوغسطين سان هيلير (1853-1779) في البرازيل. ضمت مدينة لاروشيل أيضا اثنين من الرحالة اللامعين، هما جون جيمس أودوبون وإميه جاك بونبلان. كغيره من الرحالة الطبيعيين المرسلين من طرف المتحف، تعلم ألسايد تقنيات تجنيس العينات وتجهيز النباتات في معشبات. قبل وقت قصير من مباشرته لرحلته، التقى بالكسندر فون همبولدت، الذي لفت هو وآخرون انتباه أوربيغني إلى ضعف المبلغ الذي قدمه المتحف للبعثة (6000 فرنك في السنة). بالإضافة إلى المبلغ الذي تلقاه من المتحف، حصل ألسايد أيضا على مبلغ 3000 فرنك في السنة لمدة أربع سنوات من فرانسوا فيكتور ماسينا، دوق ريفولي (1863-1799).
بدأ رحلته في 30 يونيو 1826، على متن سفينة الكورفيت «لا ميوس»، واستمر فيها طيلة سبع سنوات وسبعة أشهر. مر خلالها بالبرازيل، الأوروغواي، الارجنتين، تشيلي، بيرو وبوليفيا.
خلال رحلته، قام ألسايد بجمع ومراقبة ووصف شمل جميع مجالات علم الحيوان على حد سواء أنواع الفقاريات واللافقاريات، وعلم النبات، والأنثروبولوجيا وعلم الأعراق. أرسال المجموعات الكبيرة التي جمعها مباشرة إلى المتحف. ومن ثم قام بتوريد أولى الأسماك المعروفة في تشيلي، بالإضافة إلى عشرات الأنواع من القشريات، والمئات من الطيور، وآلاف من أجزاء من الأعشاب البحرية، بالموازات مع ذلك قام بوصف مئات الأنواع من الرخويات، بالإضافة إلى عددا كبير من الأنواع الأخرى بنفسه.

### العودة إلى فرنسا
بعد عودته إلى فرنسا، قضى ألسايد هناك ثلاثة عشر عاما انطلاقا من سنة 1835 وإلى غاية 1847، تمكن خلالها من كتابة مذكراته ومجموعة من أحد عشر مجلدا من 4747 صفحة، فضلا عن العديد من الخرائط و 555 لوحة. وصف تشارلز داروين (1882-1809) في وقت لاحق عمل دوربيغني قائلا بأنه «العمل الأكثر أهميه». تمت بصفة أولية طباعة 500 نسخة من الكتاب وأعيد نشره بعد ذلك عدة مرات.
احتوت مجموعته على حوالي 9000 نوعا، بما فيها العديد من الأنواع الجديدة:
- 157 نوعا من الثدييات،
- 783 نوعا من الطيور،
- 94 نوعا من الزواحف،
- 25 نوعا البرمائيات،
- 166 نوعا من الأسماك،
- 718 نوعا من الرخويات،
- 4834 نوعا من المفصليات،
- 17 نوعا من الحلقيات،
- 163 نوعا من شوكيات الجلد،
- 81 نوعا من المنخربات،
- 2370 نوعا نباتيا.[11]

بدأ دوربيغني في سنة 1840، دراسة ضخمة لإجراء وصف منهجي للمستحاثات الفرنسية حيث نشر عمل في هذا مجال المكون من ثماني مجلدات تحت عنوان الحفريات الفرنسية Paléontologie française. احتوى عمله هذا على أكثر من 4000 صفحة، و1440 مطبوعة حجرية جميلة و 2800 نوع.
اصدر دوربيغني بين سنتي 1849 و1852، كتابا آخر مكونا من 1146 صفحة بعنوان دروس أولية في علم الحفريات والجيولوجيا الطبقية، الذي عرض فيه رؤية تركيبية ومفصلة للغاية حول طبقات الأرض. تبعه عمل آخر تحت عنوان مقدمة في علم الحفريات الطبقية العالمي.
بحلول سنة 1853، أصبح دوربيغني أستاذا لعلمم الحفريات بالمتحف الوطني للتاريخ الطبيعي في باريس، ونشر دوروسه الأولية (Cours élémentaire) التي تربط علمي الحفريات والحيوان بتكون طبقات الأرض. حيث تم إنشاء منصب أستاذ علم الحفريات خاص على شرفه. تقع مجموعته في صالة دوربيغني، التي يزورها الخبراء في الغالب.
توفي ألسايد دوربيغني في 30 يونيو 1857 ببلدة بييرفيت سور سين الصغيرة، بالقرب من باريس.

## الإصدارات
- d'Orbigny، Alcide (1843). Paléontologie française. Description zoologique et géologique de tous les animaux mollusques & rayonnés fossiles de France. Paris: Arthus Bertrand. ج. 3. ص. 807. مؤرشف من الأصل في 2020-01-27. اطلع عليه بتاريخ 2013-08-26.

## جوائز وتكريمات
- حصل ألسايد من الجمعية الجغرافية الفرنسية على الميدالية الذهبية الكبرى للإستكشاف في سنة 1835.[14]
- سمي الحيوان الثدي (بانتودونت) المنقرض الذي عاش في العصر الحديث الأسبق في أمريكا الجنوبية باسم بانتودونت ألسيددوربيغينيا تكريما له.[15]

- بالإضافة إلى جنس أوربيغنيا النباتي، تحمل حوالي 54 نوعا نباتيا اسمه.
- A.D.Orb هو المختصر الرسمي لاسم ألسايد دوربيغني المستخدم للإشارة إلى هذا الشخص كمؤلف عند الاستشهاد باسم نباتي.
- في بوليفيا، سميت مدرسة ثانوية فرنسية بوليفية في لاباز، [16] إضافة إلى بلدية في منطقة غران تشاكو بمقاطعة تاريجا [17] باسم ألسايد دوربيغني تكريما له.

## روابط خارجية
- ألسيد دوربينيي على موقع الموسوعة البريطانية (الإنجليزية)